# چاپاچوپا
چاپاچوپا (به لاتین: Chapachupa) یک روستا در بنگلادش است که در استان باریسال و در ناحیه باریسال واقع شده‌است.